# 格羅薩山脈
38°21′33″N 0°27′31″W / 38.35917°N 0.45861°W

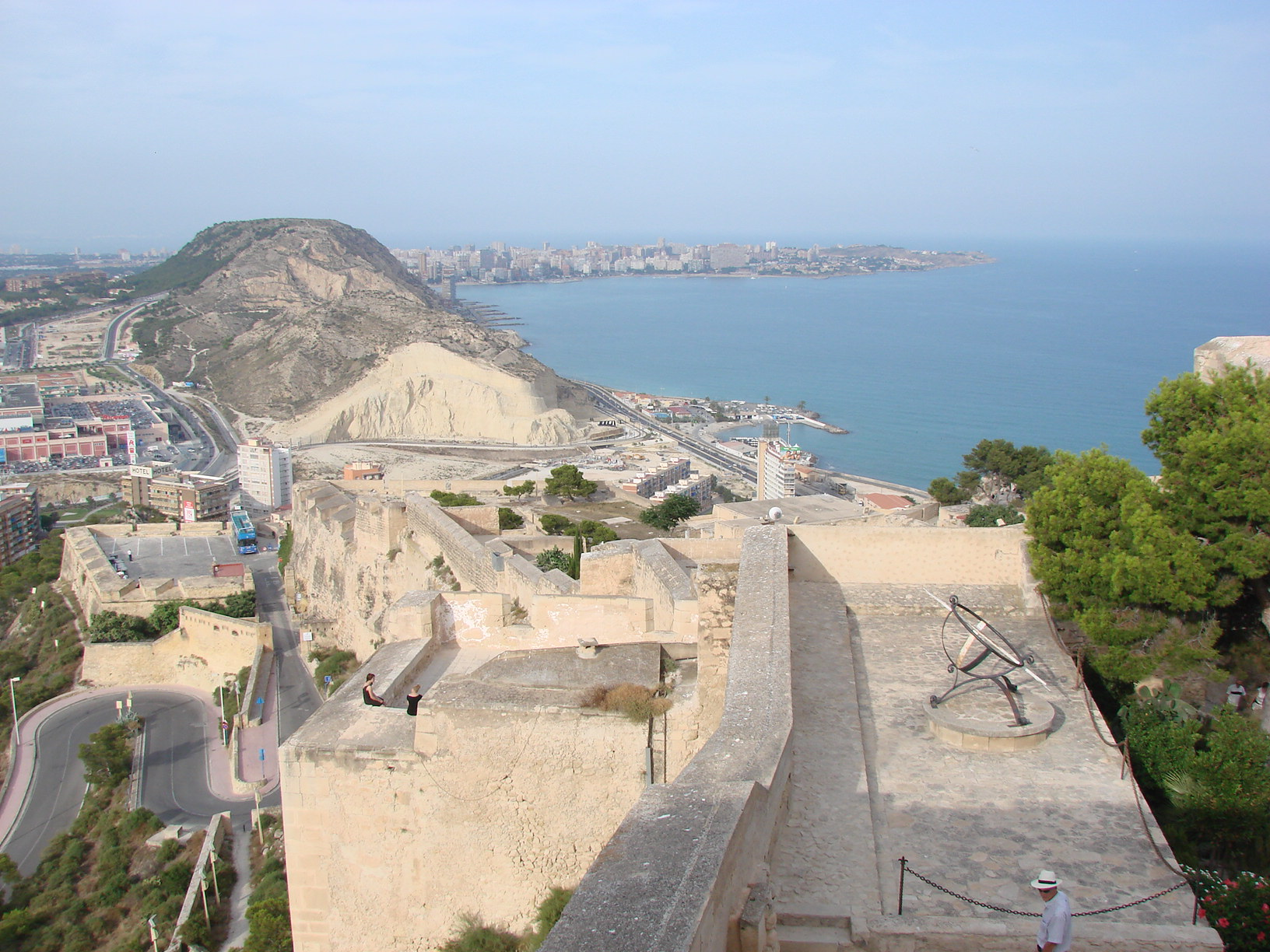

格羅薩山脈（西班牙語：Sierra Grossa de Alicante）是西班牙的山脈，位於華倫西亞自治區的阿利坎特省，屬於普雷貝蒂科山脈的一部分，長2.1公里，最高點海拔高度161米。